# Дніпропетровський окружний адміністративний суд
Дніпропетровський окружний адміністративний суд — місцевий спеціалізований адміністративний суд першої інстанції, розташований у місті Дніпрі, юрисдикція якого поширюється на Дніпропетровську область.

## Компетенція
Місцевий адміністративний суд при здійсненні судочинства керується Кодексом адміністративного судочинства України. Він розглядає адміністративні справи, тобто публічно-правові спори, у яких хоча б однією зі сторін є орган виконавчої влади, орган місцевого самоврядування, їхня посадова чи службова особа або інший суб'єкт, який здійснює владні управлінські функції. Іншою стороною є приватний елемент (громадянин, юридична особа приватного права тощо).
До числа адміністративних справ належать, зокрема, спори фізичних чи юридичних осіб із суб'єктом владних повноважень щодо оскарження його рішень (нормативно-правових актів чи правових актів індивідуальної дії), дій чи бездіяльності; з приводу прийняття громадян на публічну службу, її проходження, звільнення з публічної служби; щодо виборчого процесу тощо. В окремих випадках адміністративний суд розглядає справи за зверненням суб'єкта владних повноважень.
Адміністративний суд розглядає справу, як правило, за місцезнаходженням відповідача, тобто якщо офіційна адреса відповідача зареєстрована на території юрисдикції цього суду.

## Структура
Суд очолює його голова, який має двох заступників. Правосуддя здійснюють 41 суддя, робочі місця 33-х із них знаходяться за основною адресою суду, а решти — за адресою вул. Академіка Чекмарьова, 5.
Організаційне забезпечення діяльності суду здійснює апарат, очолюваний керівником апарату, який має двох заступників.
До патронатної служби входять помічники суддів. Секретарі судового засідання безпосередньо підпорядковані керівнику апарату та судді, з яким працюють відповідно до внутрішнього розподілу обов'язків.
Структурні підрозділи апарату:
- управління з організаційного забезпечення суду
- відділ контролю за використанням державного майна
- юридичний відділ
- відділ аналітики та судової статистики
- відділ інформаційних технологій
- відділ планово-фінансової діяльності, бухгалтерського обліку та звітності
- відділ забезпечення діяльності голови суду
- відділ судових розпорядників
- відділ управління персоналом
- відділ узагальнення судової практики, роботи зі звернення громадян та з доступу до публічної інформації[1][2].

## Керівництво
Голова суду — Горбалінський Володимир Володимирович
 Заступник голови суду — Коренев Андрій Олексійович
 Заступник голови суду — Захарчук-Борисенко Наталія Віталіївна
Виконуючий обов'язки керівника апарату — Шкурко Олена Юріївна.

## Історія і сьогодення суду
Створення системи адміністративних судів на законодавчому рівні вперше за роки незалежності України було визначено Законом України «Про судоустрій України», прийнятим Верховною Радою України 7 лютого 2002 року. Цим законом було визначено  місце адміністративних судів в системі судів загальної юрисдикції.
Дніпропетровський окружний адміністративний суд утворено 1 січня 2005 року на підставі Указу Президента України від 16 листопада 2004 року № 1417/2007 «Про утворення місцевих та апеляційних адміністративних судів, затвердження їх мережі та кількісного складу суддів».
Свою процесуальну діяльність Дніпропетровський окружний адміністративний суд розпочав 1 лютого 2008 року.
Першими суддями суду були О. Кононенко, І. Верба, О. Головко, А. Шлай, Н. Турлакова.
Задля комфортної роботи суду та запобігання втручання у здійснення правосуддя, приміщення суду було поділено на функціональні блоки: загальний блок, це 1-й та 2-й поверхи, де знаходяться працівники суду, які надають інформацію та забезпечують доступ до правосуддя: це канцелярія суду, судові розпорядники, архів суду та зали судових засідань; та блок, куди доступ мають тільки працівники суду — керівництво суду та кабінети суддів з помічниками та їх секретарями.
Обрання суддів-спікерів у 2023 році сприяло покращенню комунікацій зі ЗМІ та громадськістю, підготовці більш якісних та професійних матеріалів.
Наразі суд плідно співпрацює з вищими навчальними закладами міста, надає можливість студентам юридичних факультетів ближче познайомитись з роботою суду, пройти практику. 21 січня 2025 Дніпропетровський окружний адміністративний суд уклав меморандум про співпрацю з Дніпровським інститутом ПрАТ «ВНЗ «МАУП»», а 29 січня 2025 року — з громадською організацією «Європейська Асоціація Студентів Права ЕЛСА Дніпро» (ELSA Dnipro ELSA Ukraine), що покликано надати студентам ще більше можливостей та росту у сфері права.
| Черговість | ПІБ                                   | Дата вступу на посаду |
| ---------- | ------------------------------------- | --------------------- |
| 1          | Кононенко Олександр Володимирович     | 20 грудня 2006        |
| 2          | Голобутовський Роман Зіновійович      | 17 квітня 2014        |
| 3          | Олійник Віктор Миколайович            | 4 квітня 2016         |
| 4          | Коренєв Андрій Олексійович            | 20 червня 2018        |
| 5          | Горбалінський Володимир Володимирович | 28 травня 2024        |